# Unió Escacs Montcada
La Unió Escacs Montcada és una entitat esportiva de Montcada i Reixac. Fundat el 1995 i té la seu al pavelló municipal Pla d'en Coll i el 2010 tenia uns 120 socis.
Tingué com a precedent la Fundació Penya Escacs Montcada, que estigué en actiu entre el 1925 i el 1968. Posteriorment, com a continuació del club, es creà el Club Escacs Montcada i Reixac (1973) i el Club Escacs Bifurcació (1981). Ambdós es fusionaren el 1995 i originaren el club actual. Des dels anys noranta organitza l'Open Internacional d'Escacs Vila de Montcada.
En competicions catalanes, guanyà un campionat de primera divisió (2005) i quatre de divisió d'honor (2006-09). També guanyà un Campionat de Catalunya femení (2006), tres de partides ràpides (2006, 2007 i 2013) i una Copa Catalana (2007). El 2008 ascendí a la divisió d'honor del Campionat d'Espanya de clubs.